# Chang Cheh
Chang Cheh (張易揚 Zhāng Chè, 10 de febrer de 1923 - 22 de juny de 2002) va ser un cineasta, guionista, lletrista i productor xinès, actiu als anys 60, 70 i 80. Chang Cheh va dirigir més de 90 pel·lícules a la Xina continental, la majoria d'elles amb el Shaw Brothers Studio a Hong Kong. La majoria de les seves pel·lícules són pel·lícules d'acció, especialment pel·lícules wuxia i kung fu plenes de violència.
A principis de la dècada de 1970 ell amb freqüència els actors David Chiang i Ti Lung a les seves pel·lícules. A finals de la dècada de 1970 va treballar principalment amb un grup d'actors conegut com a Venom Mob. Chang Cheh també és conegut per la seva llarga col·laboració amb l'escriptor Ni Kuang.

## Carrera
Conegut com "El padrí del cinema de Hong Kong", Chang va dirigir prop de 100 pel·lícules en la seva il·lustre carrera a Shaw Brothers, que va incloure tota la gamma de pel·lícules d'espases (One-Armed Swordsman, The Assassin, Golden Swallow) pel·lícules de kung-fu (Five Shaolin Masters, Five Venoms, Kid with the Golden Arm) a més moderns drames d’època (Chinatown Kid, Boxer From Shantung, The Generation Gap) per prodigar èpiques de vestuari (The Water Margin, The Heroic Ones, Boxer Rebellion) .
Després de graduar-se a la Universitat Central Nacional (Universitat de Nanjing) a Chongqing, on va estudiar política, Chang es va traslladar a Hong Kong, on es va convertir en crític de cinema. Chang va començar a la indústria cinematogràfica com a guionista; el seu primer guió va ser Girl's Mask, una pel·lícula de Xangai que es va estrenar el 1947. Va escriure diversos guions més abans de debutar com a director el 1949 amb Happenings in Ali Shan. El seu primer gran èxit va arribar amb One-Armed Swordsman de 1967, la primera pel·lícula de la història de Hong Kong que va guanyar 1 milió de dòlars de Hong Kong. La pel·lícula va catapultar l'actor Jimmy Wang Yu a l'estrellat i va consolidar l'estatus de Chang com un dels principals directors de Hong Kong. El mateix any, va llançar The Assassin, un altre clàssic de Chang, i el 1968 va seguir amb Golden Swallow, una seqüela de la clàssica imatge wuxia de King Hu Come Drink With Me.
Chang sovint coescrivia guions amb el seu també guionista Ni Kuang, i ocasionalment codirigia pel·lícules amb directors com Baau Hok-li, Wu Ma i Gwai Chi-hung. Fins i tot de tant en tant va escriure i coescriure música per a les seves pel·lícules. A més del seu treball relacionat amb el cinema, també va escriure novel·les, poesia i articles no relacionats amb el cinema amb nombrosos pseudònims.
Chang va estar molt influenciat pels directors Akira Kurosawa, Hideo Gosha, Sergio Leone i Sam Peckinpah, Cheh va incorporar elements d'aquestes pel·lícules a la seva pròpia obra, revolucionant el cinema de Hong Kong. Les seves pel·lícules d'espases dels anys 60 (inclòs One Armed Swordsman), plenes d'escenes sagnants de l'heroi fent camí a través d'una habitació plena d'oponents, van ser considerades aleshores pels occidentals com una morralla violenta, però ara es veuen retrospectivament com a obres mestres del gènere.
A principis de la dècada de 1970, Chang va començar a fer pel·lícules de kung fu (com Five Shaolin Masters i Five Venoms) de vegades filmant quatre o cinc pel·lícules en un sol any. Les seves pel·lícules anteriors de kung fu sovint es van fer en col·laboració amb el coreògraf (i futur director) Lau Kar Leung, amb qui Chang avia treballat juntament amb el coreògraf Tong Gaai, en pel·lícules anteriors. Després de barallar-se amb Lau al plató de Disciples of Shaolin, Chang va començar a presentar un grup d'actors format per Sun Chien, Chiang Sheng , Philip Kwok, Lo Meng, Lu Feng, Wei Pai (i Yu Tai Ping), que arribarien a ser conegut com "The Venoms", com a actors i coreògrafs de les seves pel·lícules. Les seves pel·lícules d'aquest període, com ara Five Deadly Venoms, Kid with the Golden Arm i Crippled Avengers, presenten una forta influència de el gènere de pel·lícules wuxia, i es consideren les seves pel·lícules més populars a l'oest, sense comptar els Five Element Ninjas de 1982, també coneguts com Superninges xinesos.
Chang va ser un pioner del que alguns coneixen com "heroic vessament de sang"; pel·lícules que emfatitzen la germanor, la lleialtat i l'honor, i diverses de les seves pel·lícules, com ara Vengeance, Boxer From Shantung i Chinatown Kid, es pot veure com una influència clara en el treball posterior de directors com John Woo i Ringo Lam. La seva influència en futurs cineastes com Quentin Tarantino (que va incloure a Chang com a dedicat als crèdits finals de Kill Bill: Volum 2), Robert Rodriguez i Zhang Yimou és inqüestionable. John Woo, que enumera a Cheh com la seva principal inspiració cinematogràfica, va treballar com a assistent de direcció en moltes de les pel·lícules del mestre, com ara Boxer From Shantung, The Water Margin i The Blood Brothers.

## Filmografia

### Pel·lícules
| Any  | Títol en anglès                   | Títol original                    | Director      | Guionista | Notes                             |
| ---- | --------------------------------- | --------------------------------- | ------------- | --------- | --------------------------------- |
| 1947 | Girl's Mask                       | 假面女郎                          | Fang Peilin   | Sí        |                                   |
| 1949 | Happennings in Ali Shan           | 阿里山風雲                        | Sí            | Sí        | co-dirigida amb Cheung Ying       |
| 1951 | Never Separated                   | 永不分離                          | Chu Hsin Fu   | Sí        |                                   |
| 1957 | Wild Fire                         | 野火                              | Sí            | Sí        | co-dirigida amb Helen Li Mei      |
| 1960 | Tragic Melody                     | 桃花淚                            | Lo Wei        | Sí        |                                   |
| 1960 | The Tender Trap of Espionage      | 脂粉間諜網                        | Lo Wei        | Sí        |                                   |
| 1960 | Black Butterfly                   | 黑蝴蝶                            | Lo Wei        | Sí        |                                   |
| 1961 | Song Without Words                | 無語問蒼天                        | Lo Wei        | Sí        |                                   |
| 1961 | The Girl with the Golden Arm      | 賊美人                            | Tang Huang    | Sí        |                                   |
| 1961 | You Were Meant for Me             | 遊戲人間                          | Wong Tin-lam  | Sí        |                                   |
| 1962 | It's Always Spring                | 桃李爭春                          | Evan Yang     | Sí        |                                   |
| 1962 | Come Rain, Come Shine             | 野花戀                            | Tang Huang    | Sí        |                                   |
| 1962 | Her Pearly Tears                  | 珍珠淚                            | Wong Tin-lam  | Sí        |                                   |
| 1964 | The Amorous Lotus Pan             | 潘金蓮                            | Chow Sze-loke | Sí        |                                   |
| 1964 | The Female Prince                 | 雙鳳奇緣                          | Chow Sze-loke | Sí        |                                   |
| 1964 | The Warlord and the Actress       | 血濺牡丹紅                        | Ho Meng Hua   | Sí        |                                   |
| 1965 | The Mermaid                       | 魚美人                            | Kao Li        | Sí        |                                   |
| 1965 | The Butterfly Chalice             | 蝴蝶盃                            | Sí            | Sí        | co-dirigida amb Yuen Chow-fung    |
| 1965 | Crocodile River                   | 鱷魚河                            | Lo Wei        | Sí        |                                   |
| 1965 | Inside the Forbidden City         | 宋宮秘史                          | Kao Li        | Sí        |                                   |
| 1965 | Call of the Sea                   | 怒海情仇                          | Lo Wei        | Sí        |                                   |
| 1966 | Tiger Boy                         | 虎俠殲仇                          | Sí            | Sí        |                                   |
| 1966 | The Knight of Knights             | 文素臣                            | Hsih Chun     | Sí        |                                   |
| 1966 | The Magnificent Trio              | 邊城三俠                          | Sí            | Sí        |                                   |
| 1966 | The Perfumed Arrow                | 女秀才                            | Kao Li        | Sí        |                                   |
| 1967 | The Trail of the Broken Blade     | 斷腸劍                            | Sí            | Sí        |                                   |
| 1967 | One-Armed Swordsman               | 獨臂刀                            | Sí            | Sí        | [ 6 ] [ 7 ]                       |
| 1967 | The Assassin                      | 大刺客                            | Sí            | Sí        | [ 8 ]                             |
| 1968 | Golden Swallow                    | 金燕子                            | Sí            | Sí        |                                   |
| 1969 | The Singing Thief                 | 大盜歌王                          | Sí            |           |                                   |
| 1969 | Return of the One-Armed Swordsman | 獨臂刀王                          | Sí            | Sí        |                                   |
| 1969 | The Flying Dagger                 | 飛刀手                            | Sí            |           |                                   |
| 1969 | The Invincible Fist               | 鐵手無情                          | Sí            |           |                                   |
| 1969 | Dead End                          | 死角                              | Sí            |           |                                   |
| 1969 | Have Sword, Will Travel           | 保鏢                              | Sí            |           |                                   |
| 1970 | The Wandering Swordsman           | 遊俠兒                            | Sí            |           |                                   |
| 1970 | Vengeance                         | 報仇                              | Sí            | Sí        |                                   |
| 1970 | The Heroic Ones                   | 十三太保                          | Sí            | Sí        |                                   |
| 1970 | The Singing Killer                | 小煞星                            | Sí            |           |                                   |
| 1971 | King Eagle                        | 鷹王                              | Sí            |           |                                   |
| 1971 | The New One-Armed Swordsman       | 新獨臂刀                          | Sí            |           |                                   |
| 1971 | The Duel                          | 大決鬥                            | Sí            |           |                                   |
| 1971 | The Anonymous Heroes              | 無名英雄                          | Sí            |           |                                   |
| 1971 | Duel of Fists                     | 拳擊                              | Sí            |           |                                   |
| 1971 | The Deadly Duo                    | 雙俠                              | Sí            |           |                                   |
| 1972 | The Boxer From Shantung           | 馬永貞                            | Sí            | Sí        | co-dirigida amb Pao Hsueh Li      |
| 1972 | Angry Guest                       | 惡客                              | Sí            |           |                                   |
| 1972 | The Water Margin                  | 水滸傳                            | Sí            | Sí        |                                   |
| 1972 | Trilogy of Swordsmanship          | 群英會                            | Sí            | Sí        | co-dirigida amb Cheng Kang        |
| 1972 | Young People                      | 年輕人                            | Sí            | Sí        |                                   |
| 1972 | Delightful Forest                 | 快活林                            | Sí            | Sí        | co-dirigida amb Pao Hsueh Li      |
| 1972 | Man of Iron                       | 仇連環                            | Sí            | Sí        | co-dirigida amb Pao Hsueh Li      |
| 1972 | Four Riders                       | 四騎士                            | Sí            | Sí        |                                   |
| 1973 | The Delinquent                    | 憤怒青年                          | Sí            | Sí        | co-dirigida amb Kuei Chih-Hung    |
| 1973 | The Blood Brothers                | 刺馬                              | Sí            | Sí        |                                   |
| 1973 | The Generation Gap                | 叛逆                              | Sí            | Sí        |                                   |
| 1973 | Police Force                      | 警察                              | Sí            | Sí        | co-dirigida amb Tsai Yang-ming    |
| 1973 | The Pirate                        | 大海盜                            | Sí            | Sí        | co-director                       |
| 1973 | The Iron Bodyguard                | 大刀王五                          | Sí            |           | co-dirigida amb Pao Hsueh Li      |
| 1974 | Heroes Two                        | 方世玉與洪熙官                    | Sí            | Sí        |                                   |
| 1974 | The Savage Five                   | 五虎將                            | Sí            | Sí        |                                   |
| 1974 | Men from the Monastery            | 少林子弟                          | Sí            | Sí        |                                   |
| 1974 | Friends                           | 朋友                              | Sí            | Sí        |                                   |
| 1974 | La llegenda dels set vampirs d'or | La llegenda dels set vampirs d'or | Sí            |           | Pel·lícula en anglès, co-director |
| 1974 | Shaolin Martial Arts              | 洪拳與詠春                        | Sí            | Sí        |                                   |
| 1974 | Na Cha the Great                  | 哪吒                              | Sí            | Sí        |                                   |
| 1974 | Five Shaolin Masters              | 少林五祖                          | Sí            |           |                                   |
| 1975 | All Men Are Brothers              | 蕩寇誌                            | Sí            | Sí        | co-dirigida amb Wu Ma             |
| 1975 | Disciples of Shaolin              | 洪拳小子                          | Sí            | Sí        |                                   |
| 1975 | The Fantastic Magic Baby          | 紅孩兒                            | Sí            | Sí        |                                   |
| 1975 | Marco Polo                        | 馬哥波羅                          | Sí            | Sí        |                                   |
| 1976 | Boxer Rebellion                   | 八國聯軍                          | Sí            | Sí        |                                   |
| 1976 | 7-Man Army                        | 八道楼子                          | Sí            | Sí        | co-director                       |
| 1976 | The Shaolin Avengers              | 方世玉與胡惠乾                    | Sí            | Sí        | co-dirigida amb Wu Ma             |
| 1976 | The New Shaolin Boxers            | 蔡李佛小子                        | Sí            | Sí        | co-dirigida amb Wu Ma             |
| 1976 | Shaolin Temple                    | 少林寺                            | Sí            | Sí        | co-dirigida amb Wu Ma             |
| 1977 | The Naval Commandos               | 海軍突擊隊                        | Sí            |           | co-director                       |
| 1977 | Magnificent Wanderers             | 江湖漢子                          | Sí            | Sí        | co-dirigida amb Wu Ma             |
| 1977 | The Brave Archer                  | 射鵰英雄傳                        | Sí            |           |                                   |
| 1977 | Chinatown Kid                     | 唐人街小子                        | Sí            | Sí        |                                   |
| 1978 | The Brave Archer 2                | 射鵰英雄傳續集                    | Sí            |           |                                   |
| 1978 | Five Venoms                       | 五毒                              | Sí            | Sí        |                                   |
| 1978 | Invincible Shaolin                | 南少林與北少林                    | Sí            | Sí        |                                   |
| 1978 | Crippled Avengers                 | 殘缺                              | Sí            | Sí        |                                   |
| 1979 | Life Gamble                       | 生死鬥                            | Sí            | Sí        |                                   |
| 1979 | Shaolin Rescuers                  | 街市英雄                          | Sí            | Sí        |                                   |
| 1979 | Shaolin Daredevils                | 雜技亡命隊                        | Sí            | Sí        |                                   |
| 1979 | Magnificent Ruffians              | 賣命小子                          | Sí            | Sí        |                                   |
| 1979 | Kid with the Golden Arm           | 金臂童                            | Sí            | Sí        |                                   |
| 1979 | Ten Tigers from Kwangtung         | 廣東十虎與後五虎                  | Sí            | Sí        |                                   |
| 1980 | Heaven and Hell                   | 第三類打鬥                        | Sí            | Sí        |                                   |
| 1980 | 2 Champions of Shaolin            | 少林與武當                        | Sí            | Sí        |                                   |
| 1980 | Flag of Iron                      | 鐵旗門                            | Sí            | Sí        |                                   |
| 1980 | The Rebel Intruders               | 大殺四方                          | Sí            | Sí        |                                   |
| 1980 | Legend of the Fox                 | 飛狐外傳                          | Sí            | Sí        |                                   |
| 1981 | Sword Stained With Royal Blood    | 碧血劍                            | Sí            | Sí        |                                   |
| 1981 | Masked Avengers                   | 叉手                              | Sí            | Sí        |                                   |
| 1981 | The Brave Archer 3                | 射鵰英雄傳第三集                  | Sí            | Sí        |                                   |
| 1982 | House of Traps                    | 冲霄樓                            | Sí            | Sí        |                                   |
| 1982 | The Brave Archer and His Mate     | 神鵰俠侶                          | Sí            | Sí        |                                   |
| 1982 | Five Element Ninjas               | 五遁忍術                          | Sí            | Sí        |                                   |
| 1982 | Ode to Gallantry                  | 俠客行                            | Sí            | Sí        |                                   |
| 1983 | The Weird Man                     | 神通術與小霸王                    | Sí            | Sí        |                                   |
| 1983 | Attack of the Joyful Goddess      | 撞鬼                              | Sí            |           |                                   |
| 1984 | Death Ring                        | 擂台                              | Sí            |           |                                   |
| 1984 | The Demons                        | 九子天魔                          | Sí            |           |                                   |
| 1984 | Shanghai 13                       | 上海灘十三太保                    | Sí            | Sí        |                                   |
| 1985 | The Dancing Warrior               | 霹靂情                            | Sí            |           |                                   |
| 1986 | Great Shanghai 1937               | 大上海1937                        | Sí            | Sí        |                                   |
| 1987 | Slaughter in Xian                 | 西安殺戮                          | Sí            | Sí        |                                   |
| 1987 | Cross the River                   | 過江                              | Sí            | Sí        |                                   |
| 1990 | Hidden Hero                       | 江湖奇兵                          | Sí            | Sí        |                                   |
| 1991 | Go West to Subdue Demons          | 西行平妖                          | Sí            | Sí        |                                   |
| 1993 | Ninja In Ancient China            | 神通                              | Sí            | Sí        |                                   |

### Sèries de televisió
El 1992, Chang va produir Ma's Assassination (刺馬) de Taiwan Television, que explica la mateixa història que la seva pel·lícula de 1973 The Blood Brothers . La sèrie està dirigida per Lu Feng i protagonitza, entre altres actors, David Chiang.

## Com a lletrista
Chang Cheh va escriure la lletra de més de 70 cançons xineses que han aparegut a les seves pel·lícules. El tema principal del seu debut com a director Happenings in Ali Shan, "Ali Shan de Guniang" (阿里山的姑娘), també coneguda com "Gao Shan Qing" (高山青; "The Green High Mountain"), és una cançó especialment famosa al món sinòfon.